# Papa Vítor II
Vítor II (em latim: Victor II), nascido Gebhard von Dollnstein-Hirschberg; (Baviera, c. 1018 — Arezzo, 28 de julho de 1057) foi o 153.º Papa da Igreja Católica de 13 de abril de 1055 até a data de sua morte. Era Bispo de Eichstädt.

## Vida
Após a morte do Leão IX (19 de abril de 1054) o cardeal-subdiácono Hildebrando (futuro Papa Gregório VII), encabeçou uma delegação junto do imperador Henrique III, para que este nomeasse rapidamente um sucessor. Gebhard era o candidato do imperador, mas rejeitou um primeiro convite e só aceitou o pontificado quando o imperador lhe garantiu a restituição de todos os bens que haviam sido tomados à Santa Sé. Foi consagrado a 13 de abril de 1055 com o nome de Vitor II. Foi um digno sucessor do Papa Leão IX na luta conta a simonia e o concubinato clerical. Mas como tinha o apoio firme do imperador, conseguiu sucesso onde Leão tinha falhado. A 3 de junho de 1055, realizou-se em Florença, com a presença do imperador e de 120 bispos, um sínodo onde os decretos contra a simonia e a incontinência foram confirmados e vários bispos suspeitos foram depostos. Antes do imperador regressar à Alemanha, transferiu para o papa dos ducados de Espoleto e Camerino. No início de 1056 Vitor II enviou Hildebrando de volta a França para retomar o seu trabalho contra a simonia e o concubinato, que tinha iniciado com Leão IX. Acompanhou Henrique III a Botfeld, onde o imperador faleceu a 5 de outubro de 1056. Antes de morrer o imperador tinha-se confiado o seu sucessor, de seis anos, Henrique IV, e entregue ao papa a regência do reino. A 28 de outubro, depois do funeral do imperador, Vitor II garantiu a sucessão imperial a Henrique IV, entronizando-o solenemente em Aachen. Deixando a regência da Alemanha nas mãos de Agnes, mãe de Henrique IV, Vitor voltou a Roma em fevereiro de 1057. Acaba por morrer em Arezzo a 28 de Julho. Os seus restos mortais seguiram para a catedral de Eichstätt, mas pelo caminho foram roubados por cidadãos de Ravena e enterrados na igreja de Santa Rotonda, onde se encontra sepultado Teodorico, o Grande.
No ano em que morreu convocou sínodo de Latrão, que foi depois transferido para a Toscânia. Morreu em Arezzo, vítima de malária. Foi o último papa alemão até a eleição de Bento XVI em 2005.